# Cuiry-lès-Chaudardes
Cuiry-lès-Chaudardes település Franciaországban, Aisne megyében. Lakosainak száma 80 fő (2022. január 1.). Cuiry-lès-Chaudardes Beaurieux, Chaudardes és Concevreux községekkel határos.

## Népesség
A település népességének változása:
| Lakosok száma | 41   | 26   | 35   | 77   | 76   | 73   | 76   | 73   | 72   | 80   |
|               | 1968 | 1982 | 1990 | 2006 | 2013 | 2015 | 2017 | 2019 | 2020 | 2022 |